# Teofan III (patriarcha Jerozolimy)
Teofanes III (ur. ok. 1570, zm. 15 grudnia 1644 w Konstantynopolu/Stambule) – prawosławny patriarcha Jerozolimy (1608–1644), kuzyn poprzedniego patriarchy Sofroniusza IV. 

## Życiorys
Najbardziej znany ze swojej działalności w latach 1619–1621, kiedy to po spotkaniu z patriarchą ekumenicznym Konstantynopola, Tymoteuszem, odbył podróż do Rosji i na ziemie Rzeczypospolitej Obojga Narodów. 
24 czerwca 1619 r. w Moskwie zatwierdził odrodzenie patriarchatu moskiewskiego i kanonicznie konsekrował metropolitę Filareta na jego zwierzchnika. 
Następnie udał się na wschodnie ziemie Rzeczypospolitej Obojga Narodów, doprowadzając tam do odbudowy zlikwidowanej po unii brzeskiej hierarchii prawosławnej. Podczas pobytu w Kijowie w 1620 r. wyświęcił ihumena miejscowego monasteru św. Michała Hioba (Boreckiego) na metropolitę kijowskiego, Melecjusza Smotryckiego na arcybiskupa połockiego, zaś Izajasza (Kopińskiego) na władykę przemyskiego. 
Nowy prawosławny episkopat nie był początkowo uznawany przez władze Rzeczypospolitej, dopiero nowy król Władysław IV 14 marca 1633 r. zatwierdził stan faktyczny. 